# Ignatius Sommerauer
Ignatius Sommerauer (? - 1854) fue un botánico austríaco. Muchas de sus colecciones de especímenes vegetales se conservan en el "Museo Provincial de Estiria
- La abreviatura «Sommerauer» se emplea para indicar a Ignatius Sommerauer como autoridad en la descripción y clasificación científica de los vegetales.[3]